# Ильченко (посёлок)
Ильченко — посёлок в Ржевском районе Тверской области. Входит в сельское поселение Чертолино. До 2006 года центр Ильченковского сельского округа.

## География
Находится в 28 километрах к северо-западу от города Ржева, рядом с автодорогой «Ржев — Сухуша». К востоку от посёлка — деревня Погорелки, к югу — речка Ажева.

## История
Возник в 1961 году как посёлок Новые Погорелки, центр совхоза «Тудовский». В 1969 г. указом президиума ВС РСФСР населенный пункт при центральной усадьбе совхоза «Возрождение» переименован в поселок Ильченко — в память о майоре Г. Т. Ильченко (1916—1942)..
Григорий Терентьевич Ильченко (уроженец Красноярского края) командир дивизиона 423 артполка 158 сд, погиб в бою с немецкими войсками в районе деревни Зайцево, похоронен в районе деревни Наговичино, перезахоронен в братской могиле в деревне Сухуша.
В 1997 году в посёлке 65 хозяйств, 214 жителей. Администрация Ильченковского сельского округа, правление ТОО «Тудовский», неполная средняя школа, детсад, ДК, библиотека, медпункт, отделение связи, магазин.

## Население
| 1997 | 2002 | 2010 |
| ---- | ---- | ---- |
| 214  | ↘115 | ↗137 |

Население по переписи 2002 года — 115 человек, 58 мужчин, 57 женщин.